# Beissug
Der Beissug (russisch Бейсу́г, translit. Bejsug) ist ein 243 km langer Zufluss des Asowschen Meeres im nördlichen Kaukasusvorland in Russland.

## Verlauf
Der Beissug entspringt in einer Höhe von etwa 80 m in den Steppen des östlichen Kubangebietes. Die Quelle liegt etwa sieben Kilometer nordwestlich der Stadt Kropotkin. Die Beissug durchfließt auf seiner gesamten Länge in nordwestlichen Richtungen den Zentralteil der Region Krasnodar. Unterhalb der Staniza Brjuchowezkaja erreicht der Fluss den früheren Liman Lebjaschi, der durch wasserbauliche Maßnahmen aus einer Lagune des Asowschen Meeres in einen flachen Binnensee verwandelt wurde. Wenige Kilometer weiter folgt der Beissug-Liman (Beissugski-Liman), dessen oberer, etwa 25 km langer Abschnitt durch einen Damm bei der Staniza Brinkowskaja abgetrennt wurde und den Beissug-Stausee bildete. Der Stausee ist mittlerweile praktisch verlandet bzw. zu einem Sumpfgebiet geworden. Bei Brinkowskaja erreicht der Fluss schließlich den noch in seiner ursprünglichen Form existierenden Teil des Beissug-Limans, der über 30 km lang und gut 10 km breit ist. Der Liman ist durch die Nehrung Jassenskaja Kossa vom offenen Meer getrennt, zu dem ein nur gut 200 m breiter Durchfluss 25 km nördlich der Stadt Primorsko-Achtarsk besteht.
Die Beissug durchfließt keine Städte, aber am Fluss oder in seiner Nähe liegen die größeren Stanizen Nowomalorossijkaja, Wysselki, Beresanskaja, Baturinskaja, Perejaslowskaja, Brjuchowezkaja und Brinkowskaja.
Die bedeutendsten Nebenflüsse sind der Beissuschok und der Rechte Beissuschok (Beissuschok Prawy) von rechts und der Linker Beissuschok (Beissuschok Lewy) von links.

## Hydrologie
Das Einzugsgebiet des Flusses umfasst 5190 km². Eisgang ist von Dezember bis Mitte März zu beobachten; von Februar bis April führt der Fluss Hochwasser. Auf fast seiner gesamten Länge bis Brjuchowezkaja ist der Fluss durch kleine Staudämme reguliert und stellt eine ununterbrochene Reihe von Teichen dar; der Flusslauf ist stark verkrautet.

## Nutzung und Infrastruktur
Der Beissug ist nicht schiffbar. Sein Wasser wird zur Bewässerung landwirtschaftlicher Nutzflächen verwendet.
In unmittelbarer Nähe der Quelle des Beissug verläuft die Eisenbahnstrecke Rostow am Don – Machatschkala, den Mittellauf bei Wysselki bzw. Beresanskaja überqueren die Bahnstrecke Tichorezkaja – Krasnodar sowie die Fernstraße M4 von Moskau über Krasnodar an die Schwarzmeerküste. Bei Brjuchowezkaja überqueren Bahnstrecke und Regionalstraße R268 Bataisk – Krasnodar den Fluss.